# Marcello Mularoni
Pour les articles homonymes, voir Mularoni.
Marcello Mularoni, né le 8 septembre 1998 dans la ville de Saint-Marin, est un footballeur international saint-marinais qui évolue au poste de milieu de terrain au Tropical Coriano.

## Biographie

### Carrière nationale
Après d'avoir joué avec les catégories de jeunes saint-marinaises, Mularoni réalise ses débuts avec l'équipe de Saint-Marin le 12 octobre 2018, contre la Moldavie, lors de la Ligue D de la Ligue des nations de l'UEFA 2018-2019.

## Palmarès
- Vainqueur de la Coupe de Saint-Marin en 2021 avec La Fiorita